# Léon Abric
Léon Abric (1869 – 1942) è stato un drammaturgo e scrittore francese.
Scrisse testi teatrali appartenenti al genere del Grand Guignol.
Fu anche l'inventore della parola «cruciverbista» che designa colui che si cimenta nella soluzione delle parole crociate.